# I’m Doing Fine (Jason Donovan-dal)
Az I'm Doing Fine című dal az ausztrál Jason Donovan 5. és egyben utolsó kimásolt kislemeze a Between the Lines című stúdióalbumról. A dal felvételei a londoni PWL Stúdióban zajlottak.

## Megjelenések
7"  Egyesült Királyság PWL Records – PWL 69
- A	I'm Doing Fine	2:59
- B	I'm Doing Fine (Instrumental) 2:59

## Slágerlista
| Slágerlista (1990)                               | Legjobb helyezések |
| ------------------------------------------------ | ------------------ |
| Németország (Official German Charts)             | 60                 |
| Belgium (Ultratop 50 Flanders)                   | 34                 |
| Hollandia (Dutch Top 100)                        | 43                 |
| Írország (IRMA)                                  | 9                  |
| Egyesült Királyság (The Official Charts Company) | 22                 |
| Ausztrália (ARIA)                                | 123                |